# Blind Side – Die große Chance
Blind Side – Die große Chance (Originaltitel The Blind Side) ist ein Filmdrama von Regisseur John Lee Hancock aus dem Jahr 2009 mit Sandra Bullock in der Hauptrolle. Vorlage war ein Abschnitt aus dem Sachbuch The Blind Side – Evolution of a Game von Michael Lewis aus dem Jahr 2006.

## Handlung
Sein ganzes Leben verbrachte der 17-jährige Michael Oher in verschiedenen Heimen in Memphis, Tennessee. Seine Mutter ist mehrfach wegen Drogenmissbrauchs vorbestraft und immer wenn er zu einer neuen Familie geschickt wurde, lief er von seinem neuen Zuhause weg. Der Vater seines Freundes setzt sich dafür ein, dass er trotz seiner schlechten Testergebnisse auf einer christlichen Schule aufgenommen wird. Eines Tages trifft Michael nach der Schule den kleinen Sean „SJ“ Jr., der schnell sein Freund wird.
Die Mutter von SJ ist die Innenarchitektin Leigh Anne Tuohy und verheiratet mit dem wohlhabenden Geschäftsmann Sean Tuohy. Die beiden haben noch eine Tochter namens Collins. Nach einer Thanksgiving-Feier vor den Ferien an der Schule ihrer Kinder bemerkt Leigh Anne, wie Michael ganz allein im Dunkeln auf der Straße läuft und vor Kälte zittert. Weil er ihr leid tut, bietet sie ihm an, die Nacht bei den Tuohys zu verbringen. Am nächsten Morgen erwischt sie Michael gerade noch, als er die Einfahrt verlassen will, und bietet ihm an, das Thanksgiving-Fest zusammen mit ihrer Familie zu feiern. Langsam wird Michael ein Teil der Familie, obwohl Leigh Annes Freunde sie davor warnen, dass Michael ein schlechter Umgang für ihre eigenen Kinder sein könnte. Leigh Anne wird jedoch in ihrem Tun von der ganzen Familie unterstützt, gestaltet Michael ein eigenes Zimmer, kauft ihm Kleidung und besorgt ihm einen Führerschein. Kurze Zeit später haben SJ und Michael einen Autounfall, da Michael unaufmerksam Auto gefahren ist. Jedoch werden SJ und er selbst nur leicht verletzt, da Michael den Airbag mit seinem Arm aufhalten konnte.
Als Leigh Anne eines Tages zur Schule geht, um sich über Michaels geistige Leistungsfähigkeit zu erkundigen, ist sie sehr erstaunt, dass seine elementaren Kenntnisse zwar in allen Bereichen sehr schwach sind, er aber mit 98 Prozent im Bereich der „natürlichen Beschützerinstinkte“ abgeschnitten hat. Daraufhin macht sich auch ihr Mann Sean für Michael stark. Sie sucht seine leibliche Mutter, die drogenabhängig ist, und übernimmt schließlich zusammen mit ihrem Mann die Vormundschaft für Michael. Auch hilft sie mehrmals dem Trainer des Schul-Football-Teams Michaels Qualitäten richtig einzusetzen, der zu Anfang Gegner nur zaghaft blockt.
Nach anfänglichen Schwierigkeiten entwickelt sich Michael prächtig auf dem Spielfeld, und schnell werden Trainer aus dem ganzen Land auf ihn aufmerksam, besonders die der Universität von Tennessee. SJ erzählt Michael, dass seine Mutter die University of Tennessee nicht ausstehen kann. Diese erkennt schnell, dass Michael mindestens einen Punktedurchschnitt von 2,5 erreichen muss, damit er College Football spielen darf. Aus diesem Grund organisiert sie eine Privatlehrerin, um seine Noten zu verbessern. Ebenso nehmen die Lehrer in der Schule mehr Rücksicht auf Michael und bewerten seine mündlichen Leistungen höher als seine schriftlichen. Während einer privaten Unterrichtsstunde erzählt ihm seine Lehrerin Miss Sue, dass das FBI bei der Identifizierung von Toten mit der Universität von Tennessee zusammenarbeitet und die Körperteile der unidentifizierten Toten unter dem Spielfeld der Universität vergräbt. Schließlich entscheidet sich Michael, an die „Ole Miss“, die Universität von Mississippi, zu gehen, mit einem Durchschnitt von 2,52. Infolgedessen erhält er einen Anruf des Nationalen Athletenverbandes, der die Tuohys beschuldigt, Michael nachhaltig beeinflusst zu haben, sich für Mississippi zu entscheiden, anstatt für seinen Heimatbundesstaat Tennessee zu spielen. Die Ermittlerin erzählt ihm, dass die Tuohys ursprünglich aus Mississippi stammen, dort auch zur Uni gegangen sind und ihre gesamte Zuwendung Michael gegenüber nur auf das eine Ziel gerichtet war. Auch sein Trainer von der Schule hat einen besseren Job bekommen, nachdem Michael sich für Mississippi entschieden hat.
Michael verlässt den Ermittlungsraum, um Leigh Anne mit der Beschuldigung zu konfrontieren, dass sie ihn nur bei sich aufgenommen habe, damit er später für ihre alte Heimat spiele. Michael läuft weg und will zum Appartement seiner leiblichen Mutter, wo ihn seine alten Freunde zuerst begrüßen und dann später sexuell anzügliche Bemerkungen über seine Adoptivmutter und -schwester machen. Ein Streit bricht aus, Michael schlägt mit Leichtigkeit die drei bewaffneten Schläger nieder und flieht daraufhin. Leigh Anne wartet zu Hause auf Michael, und als er nicht auftaucht, sucht sie ihn. Als er sie endlich anruft, treffen sich die beiden in einem Waschsalon. Leigh Anne versichert Michael, dass sie jede seiner Entscheidungen im Football und für sein weiteres Leben akzeptieren wird. Michael erzählt der Ermittlerin, dass er Mississippi gewählt habe, weil dort schon seine gesamte Familie zur Schule gegangen sei. Michael wird von der Universität von Mississippi angenommen und bekommt ein Stipendium für Football. Nachdem sie ihn an der Schule verabschiedet hat, ist Leigh Anne glücklich über das, was sie für Michael getan hat.
Der Film endet mit einem Originalausschnitt des NFL Drafts aus dem Jahr 2009, der den echten Michael Oher zeigt, wie er bei den Baltimore Ravens vorgestellt wird.

## Rezeption
Blind Side erhielt ein verhaltenes Presseecho, was sich auch in den Auswertungen US-amerikanischer Aggregatoren widerspiegelt. So erfasst Rotten Tomatoes zwar mehrheitlich wohlwollende Besprechungen und ordnet den Film dementsprechend als „Frisch“ ein. Laut Metacritic fallen die Bewertungen im Mittel aber nur „Durchwachsen oder Durchschnittlich“ aus. Demgegenüber war das Publikum begeistert. So vergaben US-Kinobesucher einen seltenen CinemaScore von A+ entsprechend der deutschen Schulnote 1+.

„Obwohl an der Oberfläche eine optimistische Geschichte von der Überwindung der Rassen- und Klassenschranken im Geist der Nächstenliebe, unterminiert der Film seine Glaubwürdigkeit durch das rückhaltlose Bedienen rassistischer Stereotypen, die den afroamerikanischen Protagonisten zum Objekt degradieren.“

„Dank einer brillant aufspielenden, mit Golden Globe und Oscar gekrönten Sandra Bullock als Wohlstands-Muttchen mit großem Herz kommt dieses Drama um die Überwindung sozialer und kultureller Unterschiede stark rüber.“

2010 erhielt Sandra Bullock den Oscar als Beste Hauptdarstellerin und der Film erhielt eine weitere Nominierung als Bester Film. Bei der Verleihung der Golden Globe Awards 2010 wurde Bullock ebenfalls als Beste Hauptdarstellerin in einem Drama ausgezeichnet. Und auch bei den Screen Actors Guild Awards 2010 gewann Bullock die Auszeichnung als Beste Hauptdarstellerin.
Im Jahr 2023 wurde publik, dass Teile der Verfilmung nicht Ohers tatsächlichem Lebenslauf entsprachen.

## Entstehung und Veröffentlichung
Die Produktionskosten betrugen rund 29 Millionen US-Dollar. In den Kinos der USA und Kanadas spielte der Film rund 256 Millionen US-Dollar ein und in den anderen Ländern rund 53 Millionen US-Dollar. (Stand: 15. Dezember 2011) Nachdem der Film in Deutschland am 25. März 2010 startete, wurde er von etwa 700.000 Kinobesuchern gesehen.
Der Film wurde komplett in Georgia gedreht. Drehorte waren das Agnes Scott College, The Westminster Schools und die Atlanta International School. Der Film feierte seine Premiere am 17. November 2009 in New York City und New Orleans und lief am 20. November in den Kinos der USA und Kanada an. Zur Einführung des Filmes werden die beiden ehemaligen Footballspieler Joe Theismann und Lawrence Taylor am Anfang erwähnt.